# Kokosovník ořechoplodý
Kokosovník ořechoplodý (Cocos nucifera) je palma z čeledí arekovitých, původem pravděpodobně z jihovýchodní Asie, pěstovaná v tropických oblastech na březích moří a velkých řek. Pěstován je pro svůj plod, respektive jeho semeno, nazývané kokosový ořech.

## Popis
Kokosovník ořechoplodý je až 30 metrů vysoká palma, v kmeni často prohnutá. Kmen je pokryt hustými kruhovými jizvami. Listy podlouhlého tvaru vyrůstají na vrcholku palmy a jsou dlouhé až 6 metrů a mají silnou tenkou žilku uprostřed. Řapík dosahuje délky až 1 m. Květy, vyrůstají v dlouhých latách z paždí listů a mají žlutou barvu, jsou samčí i samičí, opylování probíhá samosprašně.

### Plodenství
Plodem kokosovníku je velká peckovice vejčitého tvaru o průměru kolem 30 cm. Pokožka je zeleného až žlutozeleného zbarvení. Konzumuje se vlastně semeno (kokosový ořech), ze kterého se sloupne vláknitý obal, který kokosu umožňuje rašení a plave na hladině vody, čímž umožnil rozšíření kokosovníku do mnoha částí tropického pásu. Na jedné palmě se urodí kolem 50–60 plodů.

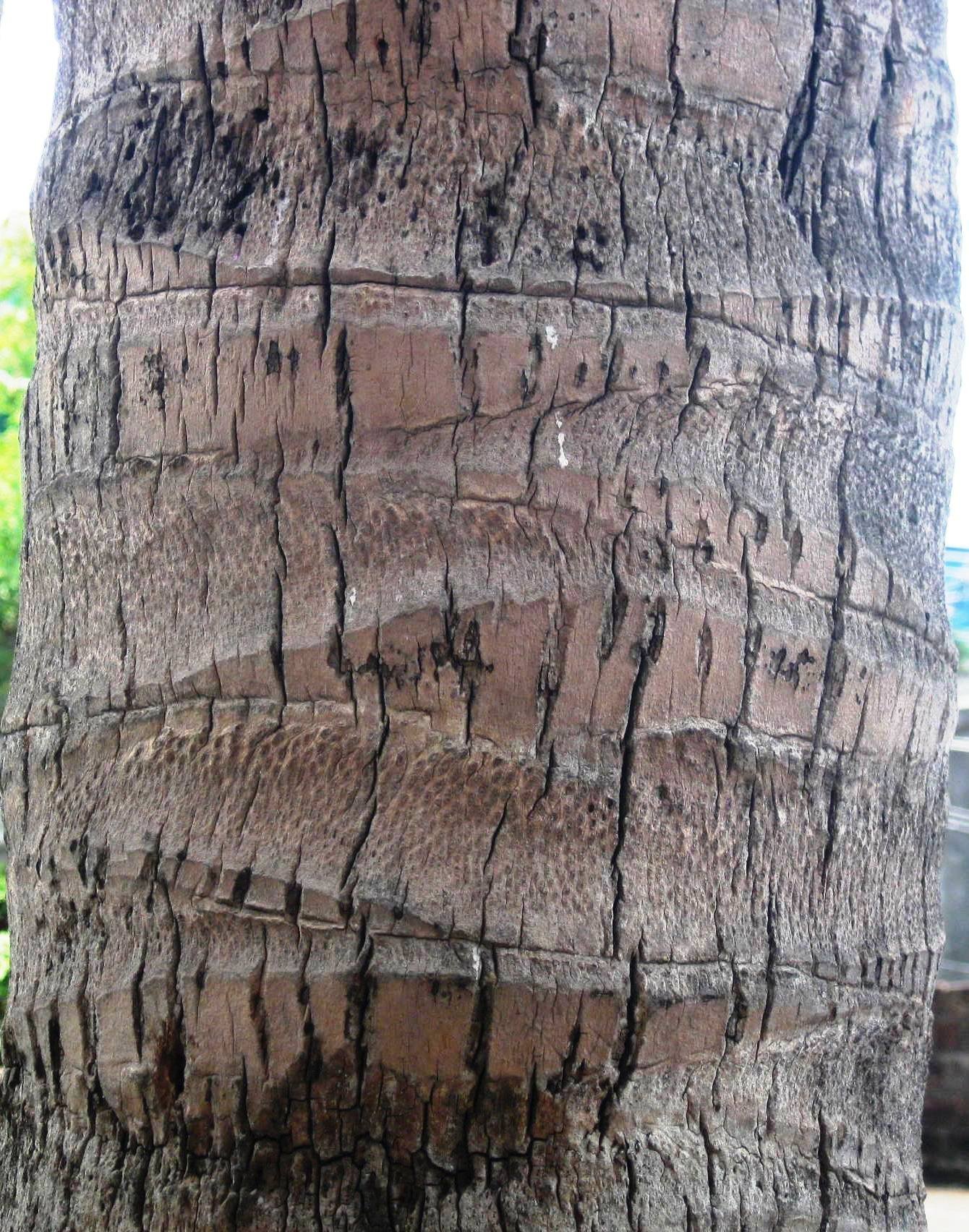
Kokosový kmen

## Semena a pohlavní rozmnožování
Semeno kokosovníku je vlastně ono ovoce, které běžně konzumujeme. Je vejčitého tvaru o průměru kolem 15–20 cm, kryté velmi tvrdým oplodím. Uvnitř nezralých semen je vrstva bílkoviny, která vytváří ve vodě emulzi – kokosové mléko. Při zrání se podíl kokosového mléka zmenšuje, ale úplně nevymizí. Při usušení dužniny vzniká průmyslově využitelná kopra. Kokosovník se rozmnožuje výhradně semeny, jejichž klíčivost se pohybuje v rozmezí několika měsíců až let.

## Pěstování
| Stát      | Produkce (miliony tun) |
| --------- | ---------------------- |
| Indonésie | 17,7                   |
| Filipíny  | 13,8                   |
| Indie     | 11,1                   |
| Brazílie  | 2,6                    |
| Srí Lanka | 2,5                    |
| Svět      | 59,0                   |

### Stanoviště
Kokosovník se pěstuje na březích velkých řek a moří, vyhovuje mu písčitá a písčito-hlinitá půda s větším podílem rašeliny.

## Historie
Kokosovník se pěstuje již více než tří tisíce let, např. v Indii jsou první záznamy o jeho pěstování datovány již kolem roku 1000 př. n. l. Dříve se ze skořápek soustružily knoflíky a misky. Středoevropané se o kokosovníku dozvěděli v 16. století z antických spisů a herbářů.

### Pěstování a rozšíření
Kokosovník je pěstován ve většině zemí tropického pásu, konkrétně ve více než 90 státech světa. Celková produkce činila v roce 2016 více než 59 milionů tun. Většina světové produkce je soustředěna v tropech Asie, Indonésie, Filipíny a Indie společně produkují více než 72 % světové produkce kokosových ořechů.

### Pěstování v domácnosti

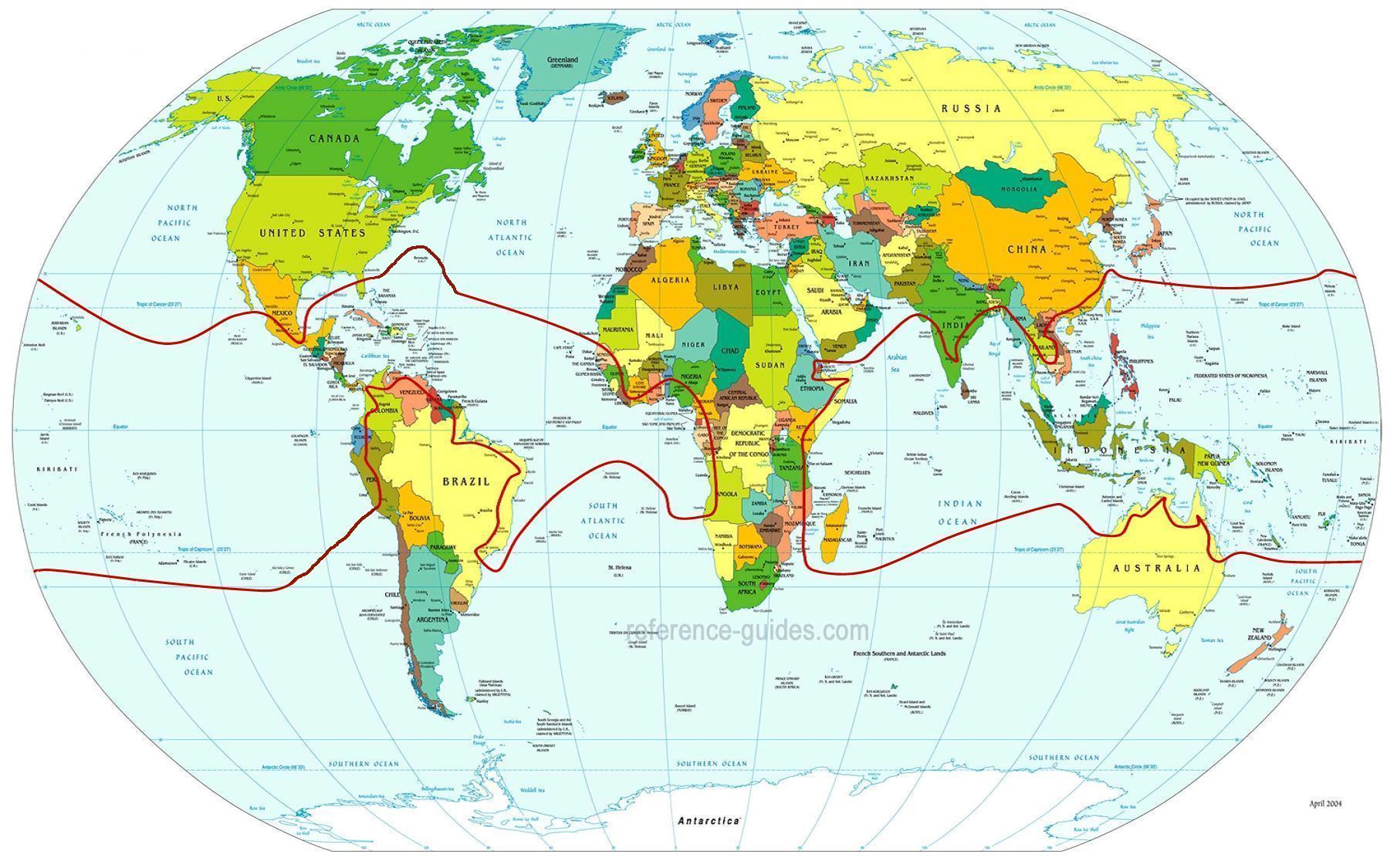
Současné rozšíření kokosovníku

Kokosovník ze semena nerozmnožíme, neboť ovoce zakoupené v našich obchodech je již zbavené vláknité vrstvy podporující klíčení. Rostlina vyžaduje vyšší vlhkost vzduchu, v létě teploty v rozmezí 25-30 °C, v zimě by teploty neměly klesnout pod 18 °C. Pravidelná zálivka je nutností, avšak rostlina nesnáší přemokření. V období vegetačního růstu hnojíme rostlinu 1× týdně normálním hnojivem pro pokojové rostliny.

## Obsahové látky
Semeno kokosu (vlastní plod) obsahuje 60–67 % tuku, 20 % glycidů, 8 % proteinu a 6 % vody. Lisováním nebo extrakcí se získává kokosový olej s bodem tání 23–26 °C.

## Využití

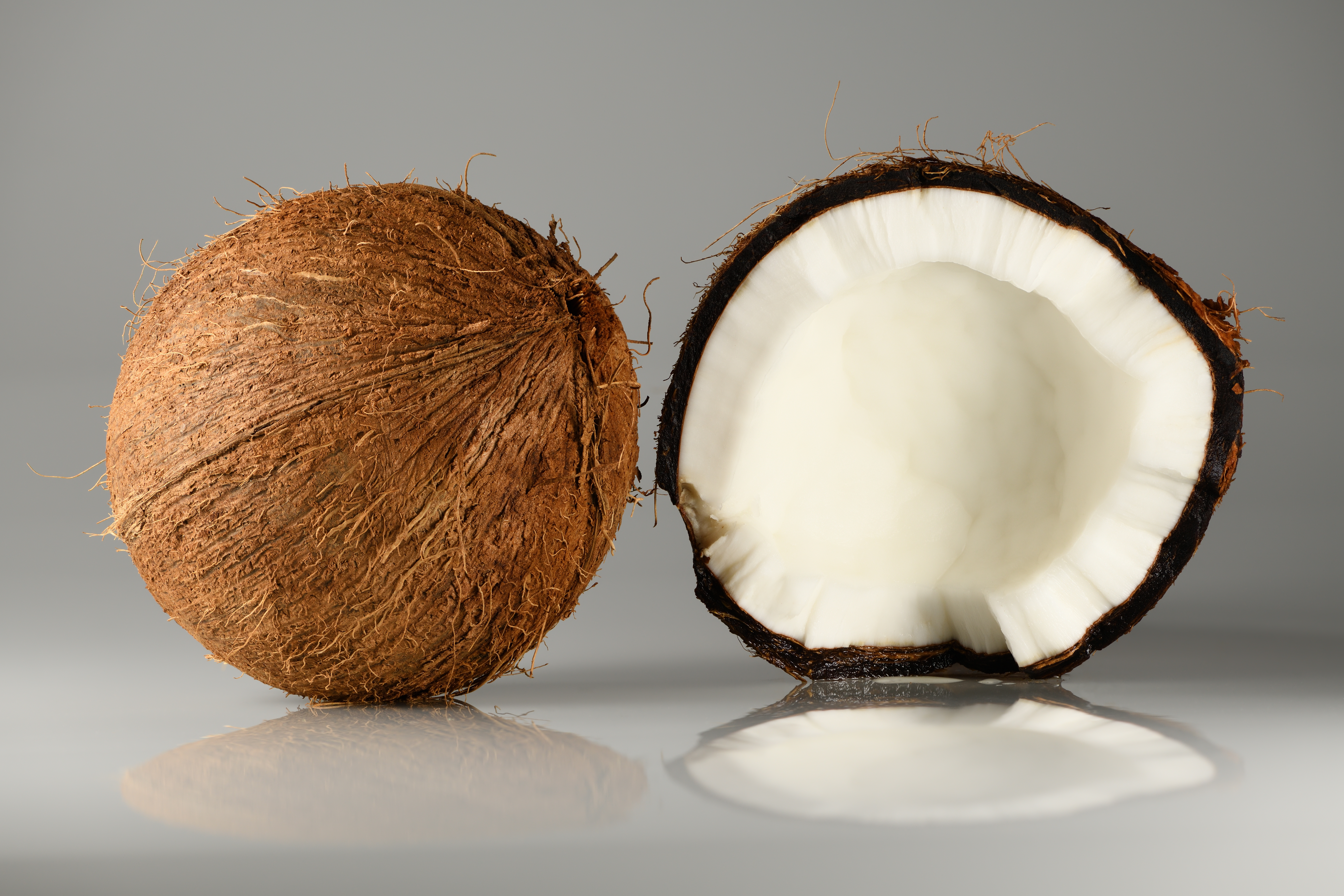

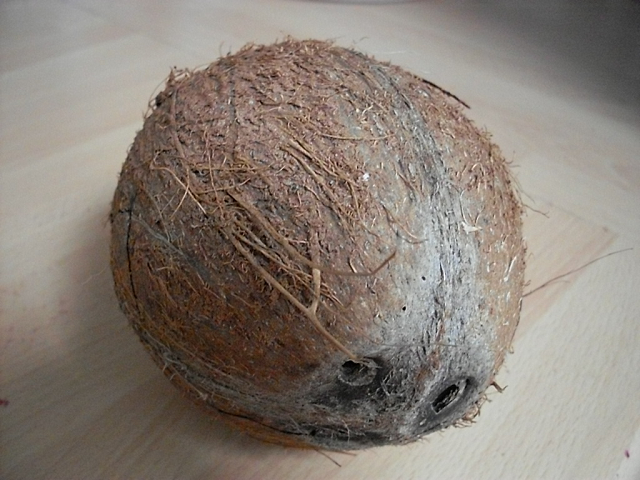

- potravinářství – ze žlutých květů se vyrábí sladká šťáva, která může být dále zpracována na cukr a palmové víno. Z kokosu se získává kokosový olej a kokosová moučka. Ze zkvašeného kokosového mléka se vyrábí lihovina zvaná arak. Z mladých listů se připravuje salát.
- textilní průmysl – z vláknité vrstvy z oplodí se pletou rohože a pytle, spřádají se z ní motouzy
- stavebnictví – listy si domorodé obyvatelstvo tropických oblastí pokrývá střechy